# 天神町 (基隆市)

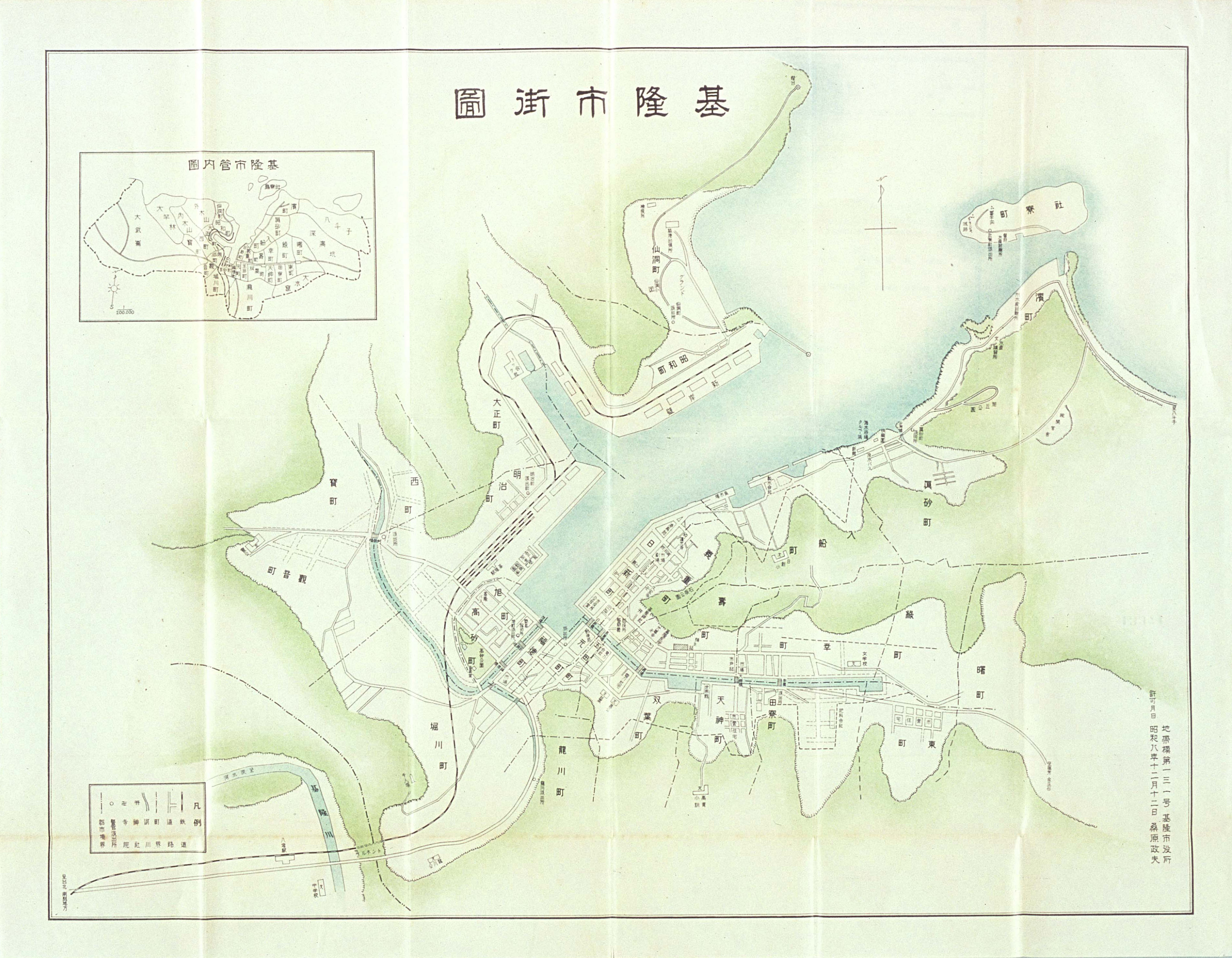
基隆市街圖

天神町是台灣日治時期台北州基隆市的一個町，町名來自基隆天滿宮社（天神）。昭和6年（1931年）10月實施町名改正時設置。天神町範圍約為現今地籍延年段，約為今仁愛區花崗、林泉、虹橋、水錦里，而西半部又被俗稱印山町。

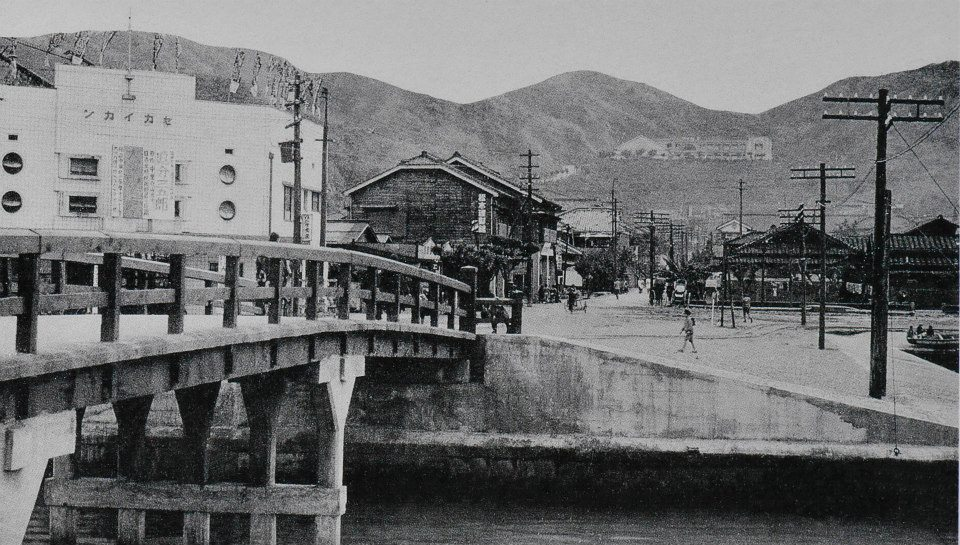
天神町，攝於1936年1月23日

## 町內設施
- 天神橋（現銀蛇橋）
- 基隆天滿宮社（現南靈宮）
- 基隆高等小學校（現銘傳國中）
- 基隆世界館